# Eparchia di Gubkin

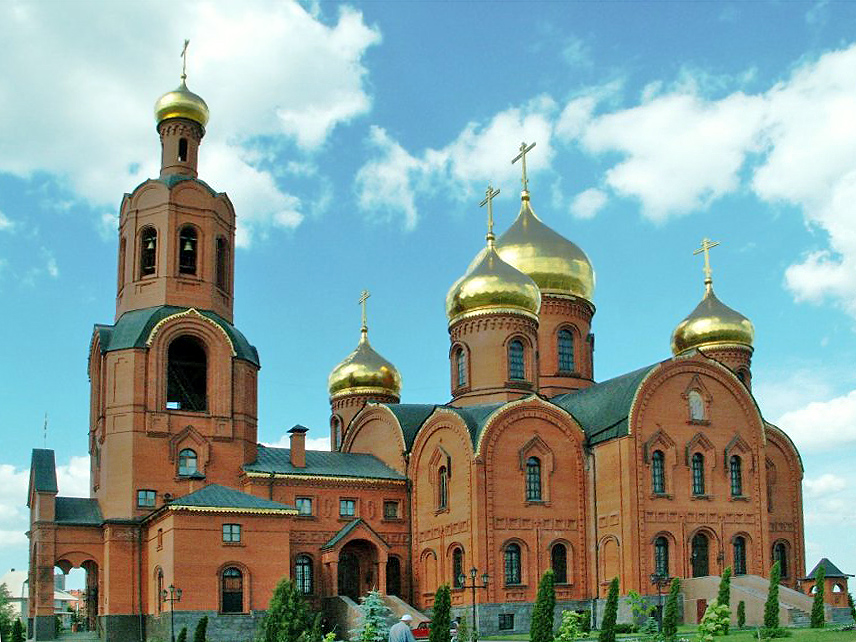
La cattedrale della Trasfigurazione di Gubkin.

L'eparchia di Gubkin (in russo: Губкинская епархия) è una diocesi della Chiesa ortodossa russa, appartenente alla metropolia di Belgorod.

## Territorio
L'eparchia comprende i rajon Borisovskij, Gubkinskij, Grajvoronskij, Krasnojaružskij, Ivnjanskij, Prochorovskij, Rakitjanskij e Jakovlevskij dell'oblast' di Belgorod nel circondario federale centrale.
Sede eparchiale è la città di Gubkin, dove si trova la cattedrale della Trasfigurazione. L'eparca ha il titolo ufficiale di «eparca di Gubkin e Grajvoron».
Nel 2019 l'eparchia è suddivisa in 10 decanati per un totale di 118 parrocchie.

## Storia
L'eparchia è stata eretta con decisione del Santo Sinodo della Chiesa ortodossa russa del 7 giugno 2012, con territorio separato da quello dell'eparchia di Belgorod.